# Капаакеа
Цезарь Кэлуэйку Капаакеа (англ. Caesar Kaluaiku Kamakaʻehukai Kahana Keola Kapaʻakea; 1815 — 13 ноября 1866) — гавайский вождь, основатель династии Калакауа, которая правила королевством Гавайи в конце 19 века.

## Биография
Капаакеа родился на острове Мауи, приблизительно в 1815 году. Его имя имеет несколько разных вариантов написания и произношения, таких как «Ceaser» или «Kaisera» в стиле гавайского языка. Отец Капаакеа — Верховный Вождь Каманоа II, мать — Камокуики. Капаакеа был правнуком одного из пяти вождей, которые поддерживали основателя королевства (1810) Камеамеа I.
Семья Капаакеа пользовалась прекрасной репутацией, запятнанной в 1840 году, когда его отец убил мать и был за то повешен. Капаакеа получил некоторые поместья из распределявшихся среди гавайской знати в 1848 году. Его родной брат — известный миссионер Джоэл Мэхо.
В 1835 году он женился на Аналеа Кеохокалоле, более высокопоставленной, чем он. Они были кузенами, и их союз считали священным из-за близкого кровного родства. У Капаакеа и Кеохокалоле было много детей, но многие умерли молодыми. Они были родителями будущего короля Давида Калакауа и будущей королевы Лилиуокалани. Капаакеа был членом Совета Вождей с 4 апреля 1845 года и Тайного Совета с 1846. Он служил королям Камеамеа III, Камеамеа IV и Камеамеа V. Капаакеа умер 13 ноября 1866 года в возрасте 51 года в Гонолулу на острове Оаху. Он похоронен в Склепе Калакауа Королевского мавзолея Гавайев.